# Théorie du revenu permanent
Ne doit pas être confondu avec Allocation universelle.
La théorie du revenu permanent est une théorie économique selon laquelle les choix effectués par les consommateurs sont dictés non pas par leur revenu effectif actuel, mais par leur estimation de revenu à long terme. Ce dernier intègre les revenus passés, présents et futurs. Par la même occasion, Friedman introduit en économie la notion de revenu et consommation permanente. Cette théorie s'oppose à la fonction de consommation keynésienne de la propension à consommer. Elle a été conceptualisée par Milton Friedman en 1957.

## Concept
Milton Friedman observe que le revenu réel n'est pas régulier mais varie. Pourtant, la consommation des ménages, elle, est relativement stable à travers le temps. Ainsi, une baisse de revenu ne mène pas nécessairement à une baisse de consommation. Cela est partiellement expliqué par l’effet de cliquet ; Friedman cherche à expliquer ce phénomène autrement. 
Il trouve une solution dans le fait que l'agent économique a une capacité de projection intertemporelle : la consommation n'est pas déterminée que par le revenu du mois dernier, mais par un ensemble de revenus passés, présents et futurs. C'est ce revenu, qu'il appelle revenu permanent, qui détermine la consommation. Le revenu permanent est défini comme la somme qu’un consommateur peut dédier à sa consommation en maintenant constante la valeur de son capital.
La différence entre le revenu permanent et le revenu courant (effectif) est appelé revenu transitoire. Il a un caractère temporaire, ou accidentel. Afin de ne pas confondre son revenu transitoire avec son revenu permanent, l'agent économique effectue régulièrement des calculs sous forme d'anticipation adaptative. Il révise ses calculs en prenant en compte l'écart non prévu entre le revenu actuel constaté et le revenu permanent anticipé.
La principale implication de cette vision est l'effet de lissage intertemporel de la consommation et de l'épargne par l'agent économique. En vertu de cette théorie, l'agent économique peut en effet harmoniser sa consommation tout au long de sa vie, plutôt que de consommer beaucoup lorsqu'il est rémunéré beaucoup, et immédiatement réduire sa consommation lorsque ses revenus décroissent.
La théorie de Friedman permet de faire le lien entre la microéconomie de la prise de décision intertemporelle et la macroéconomie de la consommation. La théorie s'ancre dans l'école néoclassique. Elle s'oppose directement à la théorie keynésienne de la consommation comme fonction d'une propension individuelle à consommer.

## Vérifications empiriques
La théorie du revenu permanent a fait l'objet de plusieurs tentatives de vérifications empiriques. En 2023, la Banque centrale européenne observe qu'un licenciement, lorsqu'il est anticipé, ne provoque pas ou quasiment pas de baisse de la consommation, contrairement à un licenciement non-anticipé, « de manière cohérente avec l'hypothèse du revenu permanent ».

## Critiques et débats

### De la théorie du revenu permanent à la théorie du cycle de vie
La théorie du revenu permanent a fait l'objet de débats entre économistes, et a eu une postérité conceptuelle. Franco Modigliani a ainsi développé une théorie relativement similaire, quoique plus élaborée, appelée théorie du cycle de vie. Elle consacre la capacité de lissage de la consommation des agents sur le temps long, en prenant en compte les différentes étapes de la vie.

### Le «paradoxe de Deaton»
Angus Deaton stipule, dans Understanding Consumption (1992), qu'une hausse du revenu non-anticipé provoque une variation moindre de la consommation. Autrement dit, une hausse ou une chute brutale du revenu n'entraînera pas une forte évolution. Par conséquent, même à court terme la consommation est stable. Ainsi, le paradoxe apparaît comme une réfutation de la théorie du revenu permanent de Milton Friedman. En effet, pour Friedman, si la consommation est stable à long-terme, elle est cependant instable à court-terme.

### Absence de rationalité des agents économiques
La théorie du revenu permanent repose sur la capacité supposée des agents économiques de se projeter dans le temps long afin de calculer une moyenne de leur revenu de long terme, dont le revenu futur qui est inconnu au moment de la décision d'achat. Cet aspect de la théorie a fait l'objet d'attaques épistémologiques. Noah Smith a par exemple rappelé que si la théorie du revenu permanent est « une pierre angulaire de la théorie macroéconomique moderne », les économistes prennent de plus en plus en compte dans leurs modèles le fait que la majorité des consommateurs ne se comporte pas comme Friedman le postule.